# Hylaeora eucalypti
Hylaeora eucalypti är en fjärilsart som beskrevs av Doubleday 1848. Hylaeora eucalypti ingår i släktet Hylaeora och familjen tandspinnare. Inga underarter finns listade i Catalogue of Life.

## Bildgalleri

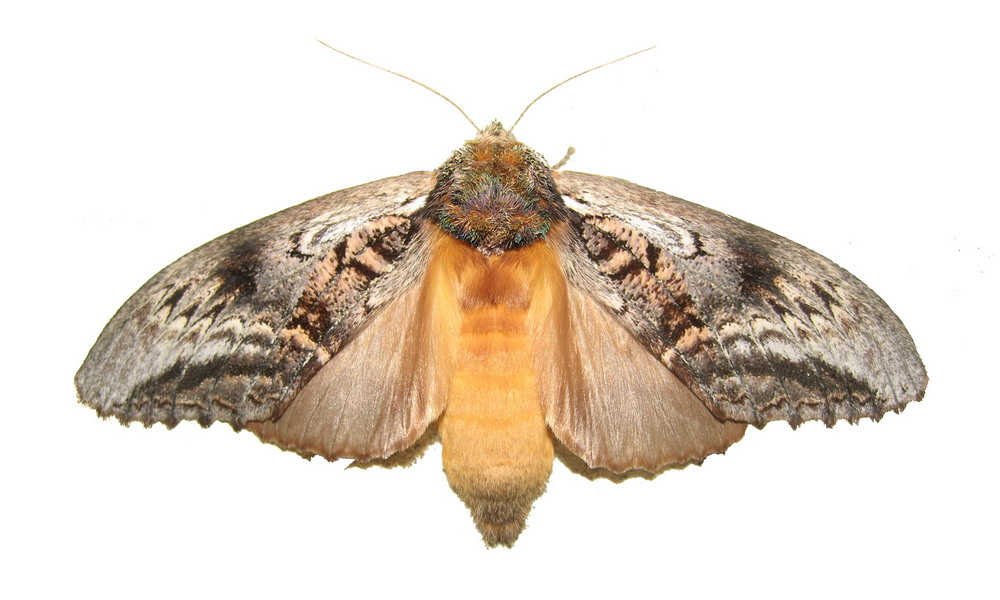
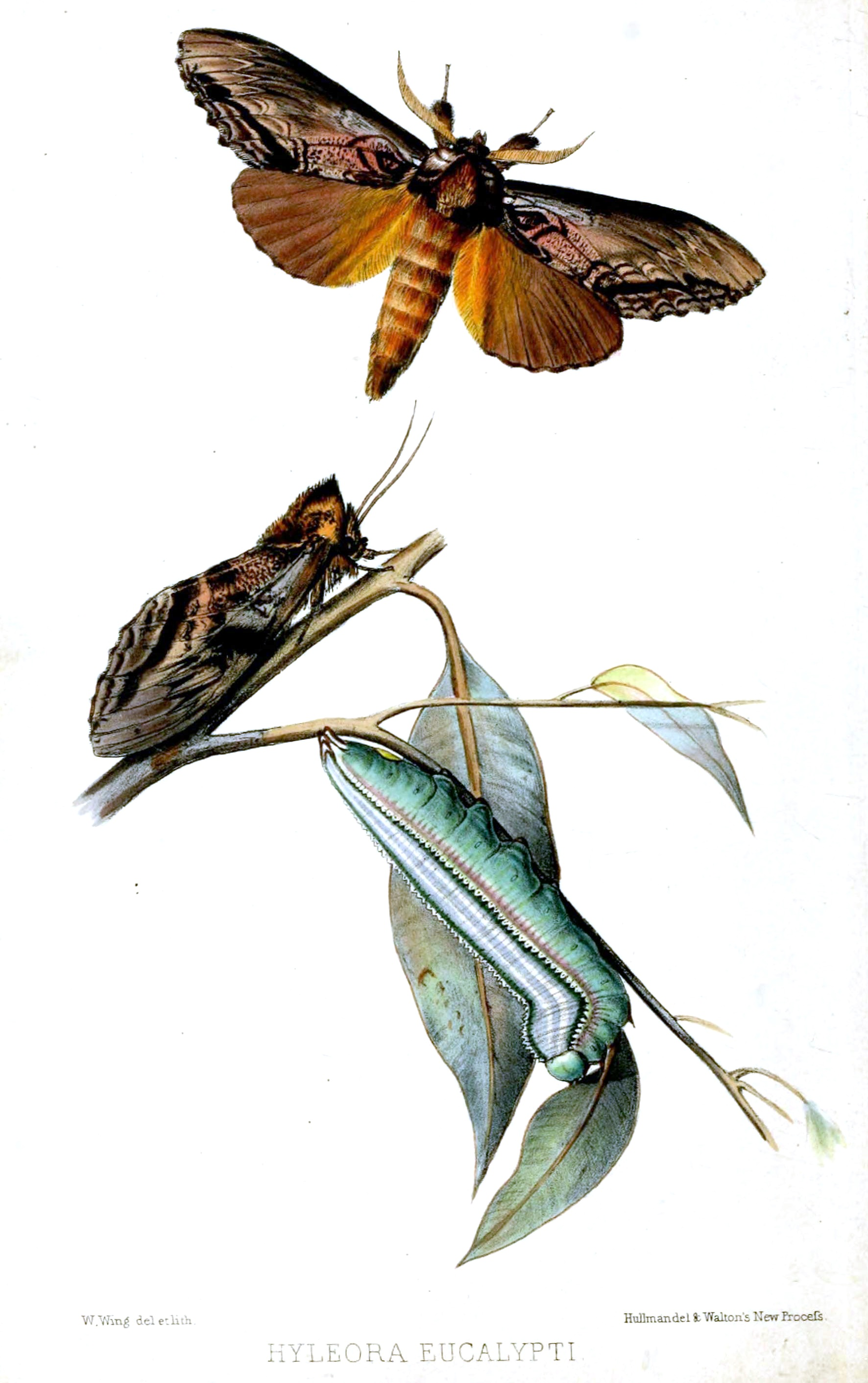